# علیرضا کاظمی (بازیکن فوتبال)
علیرضا کاظمی (زاده ۱۴ آذر ۱۳۷۸ در اندیمشک) بازیکن فوتبال اهل ایران است. او در پست مهاجم برای باشگاه فوتبال گل‌گهر سیرجان در لیگ برتر خلیج فارس بازی می‌کند.